# Gawin
Pour plus de détails, voir Fiche technique et Distribution.
Gawin est un film français réalisé par Arnaud Sélignac et sorti en 1991.

## Synopsis
Félix est un petit garçon de 6 ans atteint d'une leucémie qui le condamne à terme. Sa passion est le cosmos et la recherche d'un autre monde peuplé de créatures fantastiques. Pour lui permettre de réaliser son rêve, Nicolas, son père, va organiser l'atterrissage d'un vaisseau spatial dans le jardin familial et se déguiser en Gawin, un extraterrestre amical mais un peu empoté dont va s'occuper Félix.

## Fiche technique
- Titre : Gawin
- Réalisation : Arnaud Sélignac
- Scénario : Alexandre Jardin et Arnaud Sélignac
- Photographie : Jean-Claude Larrieu
- Décors : Thomas Chevalier
- Costumes : Laurence Heller-Sélignac
- Son : Rolly Belhassen
- Musique : Jérôme Soligny
- Montage : Emmanuelle Castro
- Effets spéciaux Maquillage : Jacques Gastineau
- Production : Corto Films - International Production - Locofilms - Soprofilms - TF1 Films Production
- Pays d'origine :  France
- Durée : 95 minutes
- Date de sortie : 
  - France : 17 avril 1991
- Distribution en VHS : 1991, La Guéville Vidéo

## Distribution
- Jean-Hugues Anglade : Nicolas / Gawin
- Wojciech Pszoniak : Pierre / Xerkes
- Catherine Samie : Marthe
- Bruno : Félix
- Yves Afonso : le garagiste
- Ingrid Poupard
- Thierry Ravel
- Nabil Ben Mhamed
- Nicolas Cabat
- Joséphine Draï
- Claire Adell